# Khatauli
Khatauli es una ciudad y municipio situada en el distrito de Muzaffarnagar en el estado de Uttar Pradesh (India). Su población es de 72949 habitantes (2011). Se encuentra a 100 km de Nueva Delhi.

## Demografía
Según el censo de 2011 la población de Khatauli era de 72949 habitantes, de los cuales 38192 eran hombres y 34757 eran mujeres. Khatauli tiene una tasa media de alfabetización del 75,86%, superior a la media estatal del 67,68%: la alfabetización masculina es del 81,02%, y la alfabetización femenina del 69,11%.